# Haláčovce
Haláčovce é um município da Eslováquia, situado no distrito de Bánovce nad Bebravou, na região de Trenčín. Tem 4,68 km² de área e sua população em 2018 foi estimada em 367 habitantes. Foi citado pela primeira vez em documento oficial no ano de 1407.

## Demografia
| Ano:        | 1994 | 2004    | 2014    | 2024   |
| ----------- | ---- | ------- | ------- | ------ |
| Broj ljudi: | 285  | 322     | 367     | 349    |
| Razlika:    |      | +12,98% | +13,97% | -4,90% |

| Ano:               | 2023 | 2024   |
| ------------------ | ---- | ------ |
| Número de pessoas: | 351  | 349    |
| Diferença:         |      | -0,56% |